# Laura Kaufman
Laura Kaufman (ur. 16 maja 1889 w Krakowie, zm. 9 sierpnia 1972 w Lublinie)  – polska biolog, pierwsza kobieta z tytułem profesora zootechniki w Polsce.

## Życiorys
Urodziła się w rodzinie Bernarda (1852–1929), pracownika Banku Hipotecznego, i Anna z domu Byk (1857–1927). Interesowała się biologią od dziecka. Ukończyła prywatne żeńskie gimnazjum klasyczne w Krakowie, egzamin dojrzałości pisała w męskim Gimnazjum św. Anny w Krakowie w trybie eksternistycznym. Rozpoczęła studia biologiczne na Wydziale Filozoficznym Uniwersytetu Jagiellońskiego w 1906 roku. Pracowała jako wolontariuszka, a następnie w latach 1910–1919 była asystentką w prowadzonym przez Emila Godlewskiego Zakładzie Embriologiczno-Biologicznym na Wydziale Lekarskim. Podczas I wojny światowej pracowała jako pielęgniarka w szpitalu Legionów Polskich, odwiedziła podczas tejże wojny stacje morskie w Trieście i Neapolu. Stopień doktora uzyskała na podstawie pracy na temat regeneracji podczas rozwoju śródmacicznego u salamandry plamistej w 1916 roku. Po wojnie pracowała w Instytucie Naukowym Gospodarstwa Wiejskiego w Puławach od 1919 roku. Habilitowała się w 1930 roku na podstawie pracy pt. Analiza czynników kształtujących przebieg wzrostu na podstawie badań nad wzrostem kur i gołębi na Wydziale Filozoficznym Uniwersytetu Jagiellońskiego; była zwolniona z kolokwium habilitacyjnego z uwagi na uznanie dla jej dokonań. Pracowała na stanowisku docenta na Uniwersytecie Jagiellońskim od 1930 roku. W 1932 roku została kierowniczką Działu Biologii Hodowlanej Instytutu Naukowego Gospodarstwa Wiejskiego w Puławach (pozostała na tym stanowisku do 1960 roku), pracowała tamże do stycznia 1942 roku.
Podczas II wojny światowej ukrywała się pod zmienionym nazwiskiem (Ludwika Kamińska), pomagała w pracach gospodarskich osobom udzielającym jej schronienia oraz prowadziła tajne nauczanie dla dzieci i młodzieży.
Po wojnie wróciła do Puław w kwietniu 1945 roku, gdzie zajęła się rekonstrukcją zniszczonej pracowni. W tym samym roku zatrudniono ją jako profesora genetyki i drobiarstwa na Wydziale Rolnym Uniwersytetu Marii Curie-Skłodowskiej w Lublinie. Pracowała także na Wyższej Szkole Rolniczej w Lublinie. 25 września 1954 roku otrzymała tytuł profesora zwyczajnego zootechniki jako pierwsza kobieta w Polsce. Prowadziła cenione przez studentów wykłady z genetyki. Przeprowadziła się do Lublina w 1955 roku. Przeszła na emeryturę w 1960 roku, ale jeszcze w wieku 80 lat pozostawała aktywna naukowo. 
Była honorowym prezesem Polskiego Towarzystwa Zootechnicznego, pierwszym prezesem i honorowym członkiem Lubelskiego Towarzystwa Naukowego oraz pierwszym doktorem honoris causa Wyższej Szkoły Rolniczej w Lublinie (1964).
Zmarła w Lublinie, pochowana w kwaterze zasłużonych na cmentarzu przy ul. Lipowej.

## Dorobek naukowy
Zajmowała się m.in. tematyką wzrostu zwierząt, ich hodowlą, genetyką (m.in. badania nad fenogenezą królików rosyjskich), a także drobiarstwem, prowadziła badania m.in. nad: wzrostem zarodków kur, zielononóżką kuropatwianą, wyhodowała nową rasę kur polbar.
Odkryła czynnik sprzężony z płcią, odpowiadający za występowanie karłowatości u kur. Jako jedna z pierwszych, w 1917 roku przeprowadziła metamorfozę aksolotla w osobnika dorosłego dzięki karmieniu go tarczycami.
Napisała 35 artykułów naukowych, 67 rozpraw eksperymentalnych, dwa podręczniki (w tym ważny podręcznik hodowli kur z 1934 roku) oraz dwa skrypty.

## Ordery i odznaczenia
- Krzyż Komandorski Orderu Odrodzenia Polski (1959)
- Krzyż Kawalerski Orderu Odrodzenia Polski (1954)

Źródło:.

## Nagrody
- Nagroda Państwowa II stopnia (dwukrotnie[1]: w 1955 za osiągnięcia teoretyczne dotyczące zagadnień wzrostu i rozwoju zwierząt[8])